# Svit (альбом Kazka)
«SVIT» — третий студийный альбом украинской группы KAZKA, выпущенный 5 ноября 2021 года под лейблом mamamusic.

## Описание
Альбом записывался на разных студиях в Киеве. Он состоит из 10 композиций и 2 бонусных трека от Live. 6 января 2020 года с песней «Різдвяна» стала первым синглом из альбома, а также песни «Острів», «Поруч» с Alekseev, «М’ята», «Красива серцем» к саундтреку «Моя любимая Страшко», «Зірочка» с Тиной Кароль, «Цілувати тебе» к саундтреку, «Не своя» с Роксоланой и «Автовідповідач» были изданы синглы в поддержку альбома. Основным саунд-продюсером большинства песен стал RUNSTAR (Сергей Ермолаев). Над аранжировками также работали Руслан Квинта, Иван Розин, Николай Журавлёв.

## Список песен
| №                   | Название                                             | Текст песни                       | Музыка                               | Длительность |
| ------------------- | ---------------------------------------------------- | --------------------------------- | ------------------------------------ | ------------ |
| 1.                  | «Красива серцем»                                     | Е. Офлиян                         | Е. Офлиян                            | 3:16         |
| 2.                  | «Автовідповідач»                                     | С. Локшин                         | С. Ермолаев (Ранов)                  | 3:26         |
| 3.                  | «Вирулю»                                             | С. Локшин                         | С. Ермолаев (Ранов)                  | 2:47         |
| 4.                  | «Острів»                                             | Я. Сизык                          | С. Ермолаев (Ранов)                  | 2:38         |
| 5.                  | «Поруч» (feat. Alekseev)                             | E. Офлиян                         | Р. Квинта                            | 3:31         |
| 6.                  | «Не своя» (feat. ROXOLANA)                           |                                   | С. Роксолана                         | 2:26         |
| 7.                  | «М’ята»                                              | А. Гревцев, Н. Журавлёв           | А. Гревцев                           | 3:54         |
| 8.                  | «Цілувати тебе»                                      | Е. Офлиян                         | Е. Офлиян                            | 3:27         |
| 9.                  | «Зірочка» (feat. Тина Кароль)                        | Т. Кароль, Д. Ципердюк            | Д. Ципердюк                          | 3:35         |
| 10.                 | «Різдвяна»                                           | Я. Сизык                          | С. Ермолаев А. Игнатченко К. Меладзе | 3:44         |
| 11.                 | «М'ята» ([Live of Atlas Weekend] (Bonus Track)       | А. Гревцев, Н. Журавлёв, Я. Сизык | А. Гревцев                           | 4:33         |
| 12.                 | «Поруч» (Acoustic Version) (feat. Alekseev) ([Live]) | Е. Офлиян                         | Р. Квинта                            | 3:28         |
| Общая длительность: | Общая длительность:                                  | Общая длительность:               | Общая длительность:                  | 41:21        |

## Музыкальные видео
1. «Різдвяна» — реж. Мария Коростелёва
2. «Острів» — реж. Мария Коростелёва
3. «М’ята» — реж. Сергей Ткаченко
4. «Цілувати тебе» — реж. Неизвестен
5. «Не своя» (feat. ROXOLANA) – реж. Митти Мисюра
6. «Автовідповідач» — реж. Anton Shtuka

### Live
1. «М’ята»
2. «Поруч» [Acoustic Version] (feat. Alekseev)